# Service Corporation International

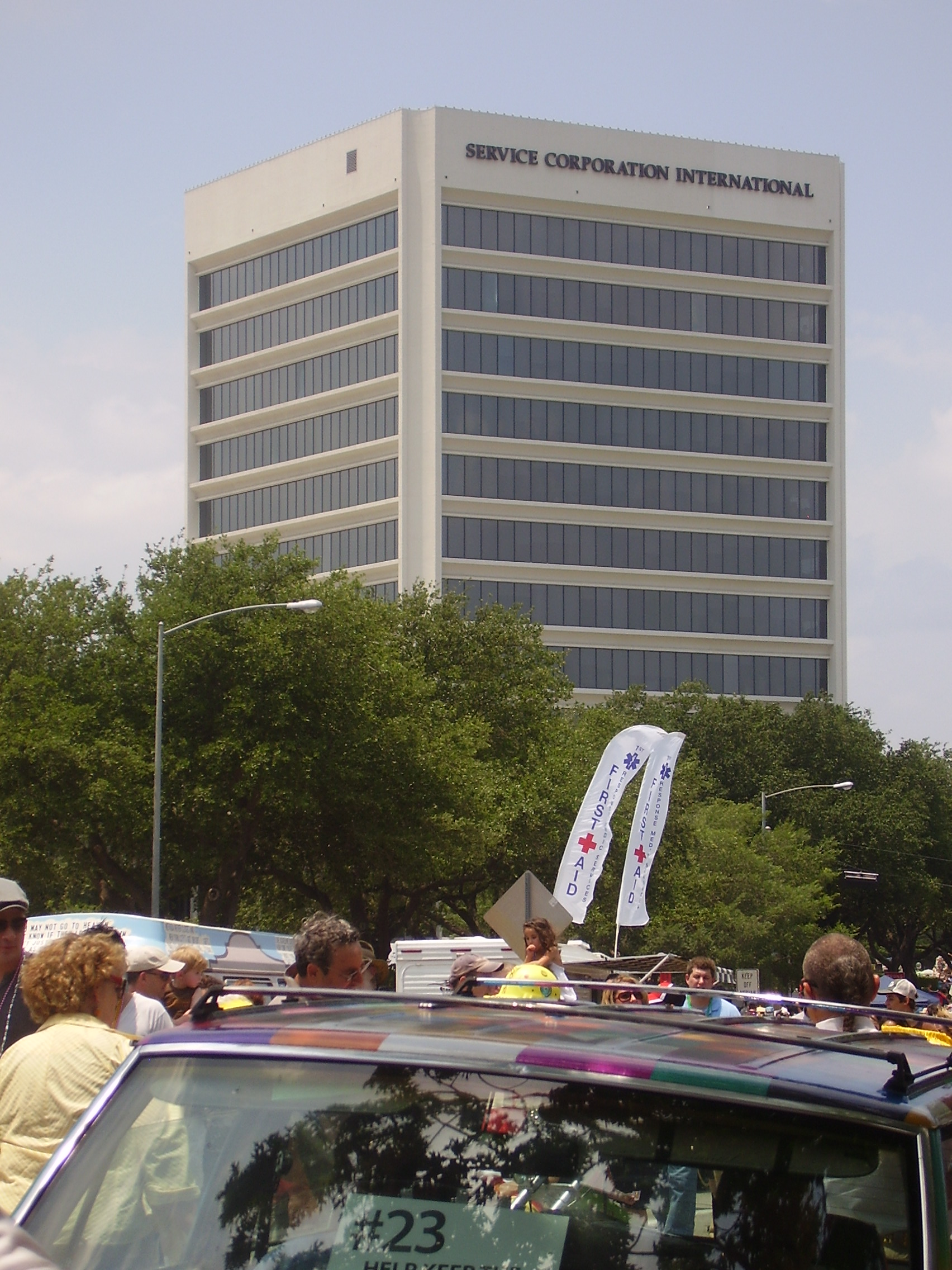
Hauptsitz des Unternehmens in Houston

Service Corporation International (kurz: SCI) ist ein texanisches Bestattungsunternehmen mit Sitz in Houston. SCI bezeichnet sich selbst als der größte Anbieter von Bestattungs- und Friedhofsdienstleistungen Nordamerikas und wurde 1962 durch den Bestatter Robert L. Waltrip gegründet. Die Aktien des Unternehmens werden an der NYSE gehandelt. SCI betreibt unter anderem den Westwood Village Memorial Park Cemetery.

## Geschichte
Firmengründer Waltrip, dessen Familie ein eigenes Bestattungsunternehmen besaß, erkannte Anfang der 1960er Jahre, dass er große Synergieeffekte nutzen könnte, wenn er mehrere eigenständige Bestatter zusammenführte und Buchhaltung, Transport und Einbalsamierung an einem Ort konzentrierte. Nach ersten Erfolgen wandte er dieses Geschäftsmodell auf die gesamten Vereinigten Staaten und Kanada an und band somit bis 1992 rund 1400 Bestattungsunternehmen und Friedhöfe in sein Netzwerk ein. Im darauffolgenden Jahr expandierte SCI über die Grenzen Nordamerikas hinaus nach Australien, dem Vereinigten Königreich, Frankreich, sowie andere Länder Europas und Südamerikas. Zum Jahresende 1999 zählten über 4500 Bestatter, Friedhöfe und Krematorien in 20 Ländern zur Unternehmensgruppe. Durch einen zunehmenden Kostendruck aufgrund stärker werdender Konkurrenz entschloss sich die Unternehmensleitung ab 2000 dazu, die meisten Niederlassungen außerhalb Nordamerikas und einige heimische Unternehmenstöchter zu schließen, da diese nicht die geforderte Profitabilität erreichten. Große Übernahmen von Wettbewerbern wie der Kauf der Alderwoods Group 2006 oder die Akquisition von Stewart Enterprises 2013 ließen SCI wieder wachsen. Nach der Übernahme von Stewart Enterprises unterhielt SCI Einrichtungen in 45 US-Bundesstaaten und dem District of Columbia sowie in acht kanadischen Provinzen und Puerto Rico.

## Kritik
Die Service Corporation International stand im Zusammenhang mit strittigen Geschäftsgebaren mehrmals im Fokus der öffentlichen Berichterstattung. Unter anderem wurde bemängelt, die Preise für die angebotenen Dienstleistungen seien teilweise deutlich höher, als die unabhängiger Bestatter. Auch unerlaubte Einbalsamierungen, unsachgemäße Bestattungen und Überbelegungen auf Friedhöfen wurden in jüngerer Vergangenheit kritisiert und führten teilweise zu rechtlichen Auseinandersetzungen.